# Poecilmitis lysander
Poecilmitis lysander är en fjärilsart som beskrevs av Terence Dale Pennington 1962. Poecilmitis lysander ingår i släktet Poecilmitis och familjen juvelvingar. Inga underarter finns listade i Catalogue of Life.